# 1999 XW34
1999 XW34 är en asteroid i huvudbältet som upptäcktes den 6 december 1999 av LINEAR i Socorro County, New Mexico.
Asteroiden har en diameter på ungefär 4 kilometer.